# Physcomitrium rooperi
Physcomitrium rooperi är en bladmossart som beskrevs av Mitten 1885. Physcomitrium rooperi ingår i släktet huvmossor, och familjen Funariaceae. Inga underarter finns listade i Catalogue of Life.